# Yuta Baba
Yuta Baba (馬場 憂太?, Baba Yuta; Tokyo, 22 gennaio 1984) è un ex calciatore giapponese, di ruolo centrocampista.